# 阿蘭塔山
14°36′22″S 72°26′00″W / 14.60611°S 72.43333°W
阿蘭塔山（Jalanta），是秘魯的山峰，位於該國南部庫斯科大區，由瓊比維卡省的聖托馬斯區負責管轄，屬於萬索山脈的一部分，海拔高度5,100米。